# Juan García Manrique
Juan Garcia Manrique est un évêque de Burgos, en Espagne, en 1380. Il apparaît notamment dans les Chroniques de Froissart, où il est chargé par le roi de Castille d'une ambassade au roi nouvellement élu du Portugal, Jean Ier.